# Agriades
Agriades là một chi bướm ngày thuộc họ Lycaenidae được tìm thấy ở Bắc Mỹ, châu Âu, và châu Á.

## Các loài
Xếp theo ABC thành từng nhóm.

Nhóm loài aquilo:
- Agriades cassiope Emmel & Emmel, 1998
- Agriades diodorus (Bremer, 1861)
- Agriades franklinii (Curtis, 1835) – High Mountain Blue
- Agriades glandon (Prunner, 1798) – Glandon Blue
- Agriades podarce (C. & R. Felder, [1865])

Nhóm loài ellisi:
- Agriades ellisi (Marshall, 1882)
- Agriades errans (Riley, 1927)
- Agriades janigena (Riley, 1923)
- Agriades jaloka (Moore, [1875])
- Agriades kurtjohnsoni Bálint, 1997
- Agriades morsheadi (Evans, 1923)

Nhóm loài pyrenaicus:
- Agriades aegargus (Christoph, 1873)
- Agriades dardanus (Freyer, 1845)
- Agriades forsteri Sakai, 1978
- Agriades pheretiades (Eversmann, 1843)
- Agriades pyrenaicus Boisduval, 1840) – Gavarnie Blue
- Agriades zullichi Hemming, 1933

Nhóm loài sikkima:
- Agriades dis (Grum-Grshimailo, 1891)
- Agriades sikkima (Bath, 1900)

Không phân nhóm:
- Agriades walterfoster (Koçak, 1996)

## Hình ảnh

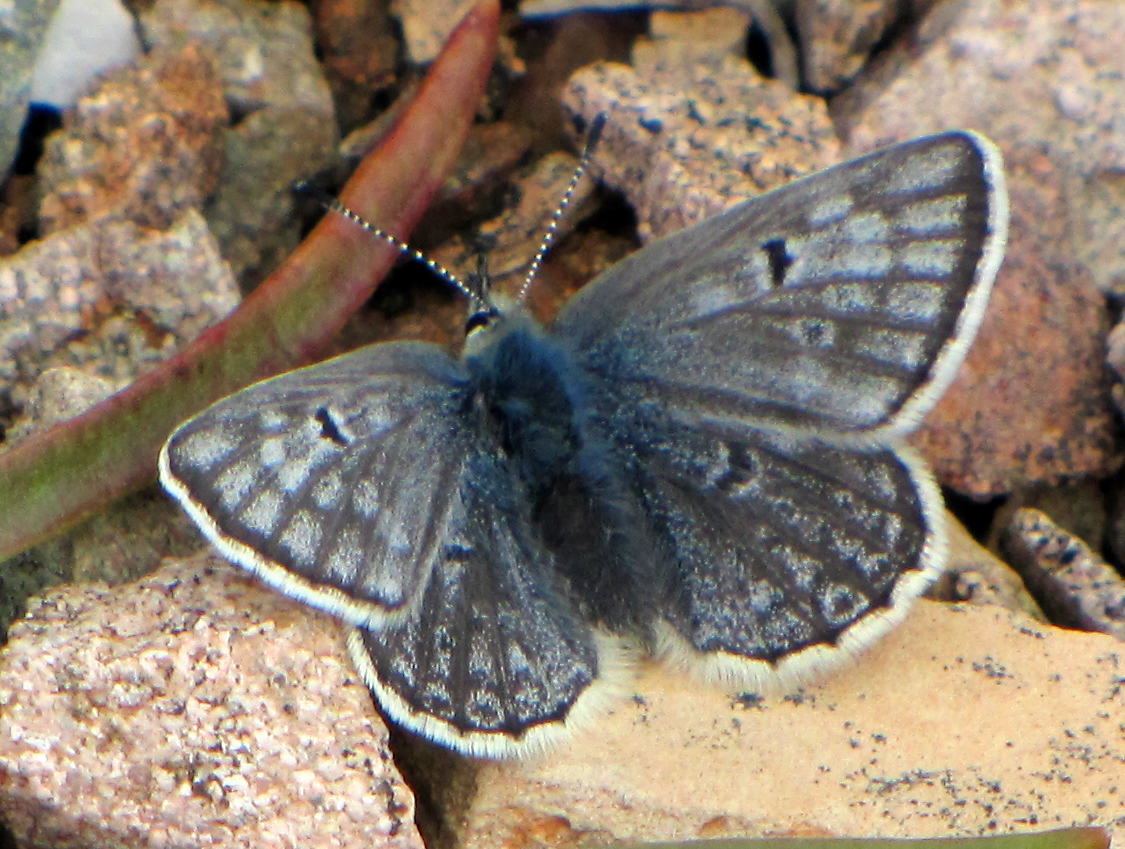
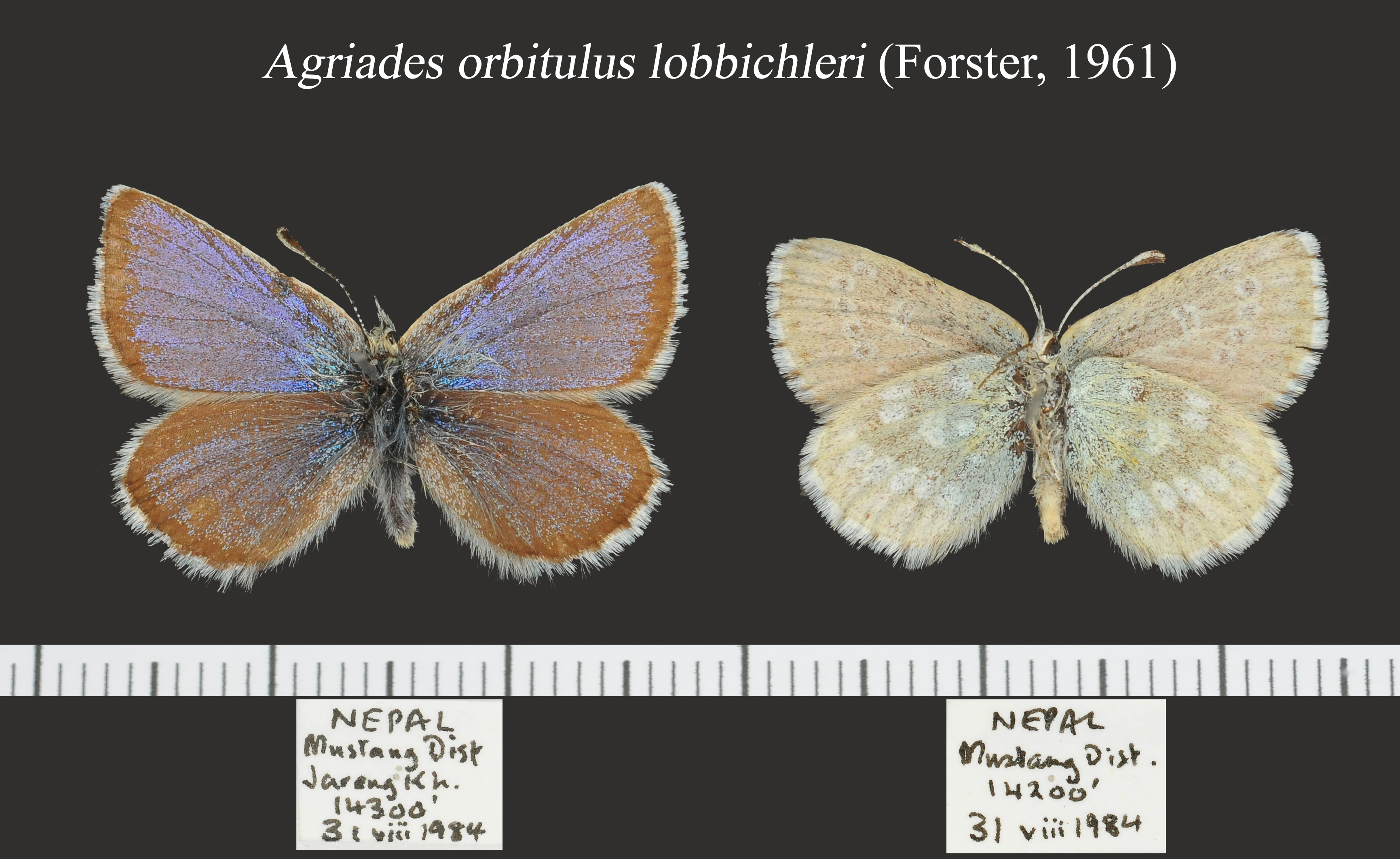